# بچهی
بِچِهِی (به مجاری:  Becsehely) یک شهرداری در مجارستان است که در زالا واقع شده‌است. بِچِهِی ۳۶٫۱۳ کیلومتر مربع مساحت و ۲٬۲۷۹ نفر جمعیت دارد.